# Wilhelm Hankel
Wilhelm Hankel, född 10 januari 1929 i Danzig, död 15 januari 2014 i Köln, var en tysk nationalekonom.

## Karriär
Hankel arbetade på Bank deutscher Länder, Deutsche Bundesbank och vid finansutvecklingsministeriet (Bundesministerium für wirtschaftliche Zusammenarbeit und Entwicklung), Landesbank Hessen-Thüringen (där han var president 1972-1973). Han drog sig dock tillbaka till akademin och innehade en gästprofessur vid Harvard 1974-1975 och därefter gästprofessurer vid Georgetown University och Johns Hopkins University. Han återvände senare till Tyskland och var verksam vid Wissenschaftszentrum Berlin für Sozialforschung (WZB), och Berlins fria universitet och Technische Universität Dresden.

## Kritik av valutasamarbetet EMU
Hankel tillsammans med andra professorer kritiserade 1997 den kommande europeiska Ekonomiska och monetära unionen (EMU) som de menade var en felväg, eftersom den förutsätter en politisk union. Någon sådan var inte tillstädes varför de ansåg att EMU skulle bli dysfunktionellt. 

## Skrifter
- Zur Theorie der volkswirtschaftlichen Kontierungen. Unter besonderer Berücksichtigung der monetären Aspekte. Dissertation. Universität Mainz, 1953
- mit Gerhard Zweig: Volkswirtschaftliche Grundfragen der Sozialreform. Bund-Verlag, Köln-Deutz 1956
- Die zweite Kapitalverteilung. Ein marktwirtschaftlicher Weg langfristiger Finanzierungspolitik. Knapp, Frankfurt 1961
- Erfahrungen mit der deutschen Kapitalhilfe. Hoffmann & Campe, Hamburg 1967
- Währungspolitik. Geldwertstabilisierung, Währungsintegration und Sparerschutz. Stuttgart [u.a.], Kohlhammer 1971, ISBN 3-17-001047-6
- Wettbewerb und Sparerschutz im Kreditgewerbe. Perspektiven für eine moderne Bankpolitik. Stuttgart [u.a.], Kohlhammer 1974, ISBN 3-17-001739-X
- Heldensagen der Wirtschaft oder schöne heile Wirtschaftswelt. Düsseldorf/Wien, Econ-Verlag 1975, ISBN 3-430-13933-3
- Der Ausweg aus der Krise. Düsseldorf/Wien, Econ-Verlag 1975, ISBN 3-430-13934-1
- Weltwirtschaft. Vom Wohlstand der Nationen heute. Düsseldorf/Wien, Econ-Verlag 1977, ISBN 3-430-13932-5
- Caesar. Goldene Zeiten führ’t ich ein. Das Wirtschaftsimperium des römischen Weltreiches. Herbig, München/Berlin 1978, ISBN 3-7766-0889-7;
- Prosperität in der Krise. Eine Analyse der Wirtschaftspolitik in der Energiekrise am Beispiel Österreichs, aktive Binnenbilanz durch passive Außenbilanz. Mit einem Vorwort von Hannes Androsch. Molden, Wien [u.a.] 1979, ISBN 3-217-01058-2
- mit Hermann Priebe: Der Agrarsektor im Entwicklungsprozess. Mit Beispielen aus Afrika. Campus-Verlag, Frankfurt/New York 1980, ISBN 3-593-32693-0
- mit Robert Isaak: Die moderne Inflation. Ein Fall für Exorzismus oder Moderation? Ergebnisse einer Werkstattkonferenz des Bologna-Center der Schule für Fortgeschrittene Internationale Studien (SAIS) der Johns-Hopkins-Universität, Washington DC unter Leitung von Karl Deutsch. Bund-Verlag, Köln 1981, ISBN 3-7663-0490-9
- Gegenkurs. Von der Schuldenkrise zur Vollbeschäftigung. Berlin, Siedler 1984, ISBN 3-8868-0114-4
- John Maynard Keynes. Die Entschlüsselung des Kapitalismus. Piper, München/Zürich 1986
- Vorsicht, unser Geld. Wirtschaftsverlag Langen-Müller/Herbig, München 1989, ISBN 3-7844-7245-1
- mit Harald Sander: Beiträge zur Analyse der Schuldenkrise und ihrer Bekämpfung. Institut für Entwicklungsforschung und Entwicklungspolitik, Bochum 1989, ISBN 3-9272-7606-5
- Eine Mark für Deutschland. Bouvier, Bonn 1990, ISBN 3-416-02259-9
- Die sieben Todsünden der Vereinigung. Berlin, Siedler 1993, ISBN 3-8868-0484-4
- Dollar und ECU. Leitwährungen im Wettstreit. Fischer-Taschenbuch-Verlag, Frankfurt 1993, ISBN 3-596-11014-9
- Das große Geld-Theater. Über DM, Dollar, Rubel und Ecu. Deutsche Verlags-Anstalt, Stuttgart 1995, ISBN 3-421-05003-1
- mit Wilhelm Nölling, Karl Albrecht Schachtschneider & Joachim Starbatty: Die Euro-Klage. Warum die Währungsunion scheitern muss. Rowohlt-Taschenbuch-Verlag, Reinbek 1998, ISBN 3-499-22395-3
- Der Euro – Schritt nach Europa und in den geordneten Globalismus? Vortrag, gehalten anlässlich der „Schweizerzeit“-Herbsttagung am 7. November 1998 in Berg am Irchel. Schweizerzeit-Verlags-AG, Flaach 1999, ISBN 3-907983-32-7
- mit Wilhelm Nölling, Karl Albrecht Schachtschneider & Joachim Starbatty: Die Euro-Illusion. Ist Europa noch zu retten? Rowohlt-Taschenbuch-Verlag, Reinbek 2001, ISBN 3-499-23085-2
- mit Karl Albrecht Schachtschneider & Angelika Emmerich-Fritsche: Revolution der Krankenversicherung. Prinzipien, Thesen und Gesetz. Hansebuch-Verlag, Hamburg/Berlin 2002, ISBN 3-934880-05-3
- mit Karl Albrecht Schachtschneider & Joachim Starbatty (Hrsg.): Der Ökonom als Politiker. Europa, Geld und die soziale Frage. Festschrift für Wilhelm Nölling. Lucius und Lucius, Stuttgart 2003, ISBN 3-8282-0267-5
  - darin Die ökonomischen Konsequenzen des Euro: Ein Goldstandard ohne Gold. Woher er kommt, wohin er führt. S. 385–414
- Die EURO-Lüge … und andere volkswirtschaftliche Märchen. Signum, Wien 2007, ISBN 978-3-85436-392-7